# Carlos Germano
Carlos Germano, teljes nevén: Carlos Germano Schwambach Neto (Domingos Martins, 1970. augusztus 14. –), brazil válogatott labdarúgókapus.
A brazil válogatott tagjaként részt vett az 1997-es Copa Américán, az 1998-as CONCACAF-aranykupán, az 1998-as világbajnokságon és a 2001-es konföderációs kupán.

## Sikerei, díjai
Vasco da Gama
- Carioca bajnok (2): 1991, 2004
- Brazil bajnok (1): 1997
- Copa Libertadores győztes (1): 199
- Carioca bajnok (4): 1992, 1993, 1994, 1998
- Torneio Rio-São Paulo (1): 1999

Brazília U20
- U20-as Dél-amerikai bajnokság aranyérmes (1): 1988
- U20-as világbajnoki bronzérmes (1): 1989

Brazília
- Világbajnoki döntős (1): 1998
- Copa América győztes (1): 1997
- CONCACAF-aranykupa bronzérmes (1): 1998